# William Evans Burton
Pour les articles homonymes, voir Burton.
Cet article possède un paronyme, voir Willie Burton (homonymie).
William Evans Burton, né à Londres le 24 septembre 1804 et mort à New York le 10 février 1860, souvent surnommé Billy, est un acteur, dramaturge, directeur de théâtre et journaliste anglais, installé aux États-Unis en 1834.

## Biographie

### Jeunesse
Il est le fils de William George Burton (1774-1825), imprimeur et auteur des Recherches sur les religions des nations orientales comme explicatives des Écritures saintes en 1805. William Junior se destine d'abord à la carrière ecclésiastique, mais ses succès en tant que comédien amateur l'amènent à tenter une carrière professionnelle. Après plusieurs années en province, il fait sa première apparition sur la scène londonienne en 1831.

### Installation aux États-Unis
En 1834, il s'installe aux États-Unis, où il apparaît à Philadelphie dans le rôle du Dr. Ollapod dans Le Pauvre Gentleman. Il occupe une place de premier plan, à la fois comme acteur et metteur en scène, à New York, Philadelphie et Baltimore, le théâtre qu'il loue à New York étant rebaptisé le « Théâtre de Burton ».
Il connaît un grand succès dans le rôle du capitaine Cuttle dans Dombey et fils, adaptation dramatique de John Brougham, et dans d'autres petites comédies tirées des romans de Charles Dickens. Burton est l'auteur d'un grand nombre de pièces, dont l'une, Ellen Wareham (1833), fut produite simultanément par cinq théâtres londoniens.

### Burton et Poe
En 1837, à Philadelphie, il fonde le Gentlemen's Magazine, dont Edgar Allan Poe est pendant quelque temps le rédacteur en chef. Son magazine, visant un large public, contient non seulement de la poésie et de la fiction, mais aussi des rubriques sur la vie sportive, en particulier la chasse et la voile. Burton intervient probablement lui-même comme critique littéraire. Pour rester compétitif, le magazine comporte un papier de meilleure qualité, plus d'illustrations et une impression de haute qualité, avec un coût de fabrication élevé. Poe devient l'un des rédacteurs en chef en 1839, bien que Burton n'apprécie guère le style rude de ses critiques. Cependant, les responsabilités de Poe augmentent dès que Burton quitte Philadelphie pour jouer dans d'autres théâtres. Poe quitte le magazine en juin 1840.

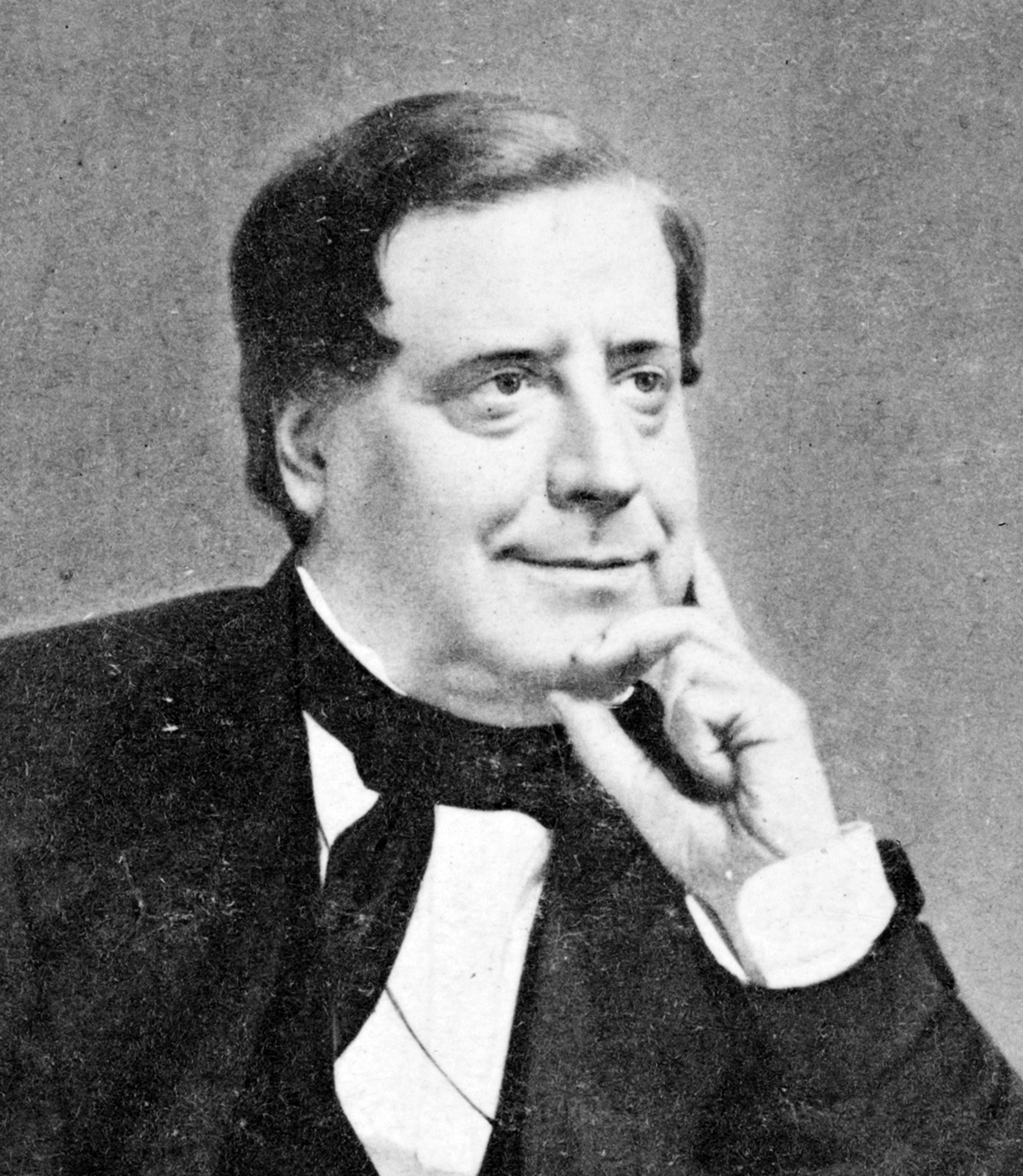
William Evans Burton dans les années 1850-1860

Burton et Poe ont des relations professionnelles tumultueuses. Burton tente de vendre le magazine sans en parler à Poe, tandis que Poe projette de lancer son propre magazine, basé à Philadelphie, The Penn, sans en parler à Burton. En outre, Burton est peut-être à l'origine d'une critique particulièrement cinglante du roman de Poe, Les Aventures d'Arthur Gordon Pym, et il fait courir des bruits sur son supposé alcoolisme. Poe rejette ces accusations et déclare à Henry Longfellow que Burton est « une fripouille et un scélérat ».

### Dernières années
À la fin de 1840, Burton vend, pour le prix de 3 500 $ (soit un dollar par souscripteur), son magazine à George Rex Graham, qui le rebaptise Graham's Magazine. Burton devient ensuite le rédacteur en chef du Cambridge Quarterly et du Souvenir. Il publie également plusieurs ouvrages, notamment une Encyclopédie d'Esprit et d'Humour en 1857.
À l'époque de sa mort, il avait réuni une bibliothèque de plus de 500 000 volumes, consacrée particulièrement à William Shakespeare.